# Pirret
Pirret är en svensk barnfilm från 2007 i regi av Kjell-Åke Andersson. I huvudrollerna syns bland annat Frida Hallgren, Lotta Tejle och Claes Månsson.
Filmen premiärvisades på Stockholms filmfestival junior den 24 april 2007 för att sedan gå upp på bio i Sverige den 26 oktober samma år.

## Handling
Femåriga Sara upptäcker en dag att hon plötsligt kan sväva i luften. Mamma tror inledningsvis inte på Sara men dagen därpå för hon se Saras nya förmåga med egna ögon. Sara förklarar för mamma att det ”bara pirrade, så flög jag”, men mamman blir orolig för sin dotter och söker läkarhjälp. Uppståndelsen bland läkarna blir stor när de upptäcker Saras nyfunna förmåga, och de påbörjar en stor utredning om vad "pirret" egentligen är.

## Rollista
- Alice Havrell Nilsson – Sara
- Frida Hallgren – Saras mamma
- Lotta Tejle – doktor Näslund
- Claes Månsson – doktor Kropp
- Peter Lorentzon – läkare
- Tove Wiréen – läkare
- Carina M. Johansson – dagisfröken
- Mia Höglund-Melin
- Adam Lundgren – vårdbiträde
- Frederik Nilsson
- Siri Hamari

## Produktion
Filmen producerades av Speedfilm i samproduktion med Film i Väst, Sveriges Television, Yle och Break Even Film Invest Group och spelades in i hösten 2006 på Restad Gård i Vänersborg, Trollhättan och Uddevalla.

## Mottagande
Filmen mottogs väl av kritiker som mest gav den treor med några fyror och femmor. Filmen landade på ett snittbetyg på 3,3 på kritiker.se. Filmen lovordades av kritiker för att vara bra berättad, fantasifull och inte tala ner till barnen. Överlag var kritikerna överens om att det är en välgjord film med gott om charm.
Dagens Nyheters recensent Eva af Geijerstam gav filmen fyra av fem med och sa att "det är mycket lätt att tycka om både Alice Fredriksdotter Havrell som Sara och Frida Hallgren som hennes mamma" och jämförde filmen med "tidigare magiska och originella sällsyntheter som Clas Lindbergs "Underjordens hemlighet" och Åke Sandgrens "Miraklet i Valby"" och att "precis som de vågar "Pirret" tackla stora existentiella frågor om livskänsla, död och hopp mitt i ett slags vardaglig saklighet. I Saras fall rör det sig om smärre taskigheter på dagis och en mycket jäktad ensamstående morsa, som nästan alltid hämtar sist och nästan alltid bränner vid maten."